# بازی‌های همجنس‌گرایان

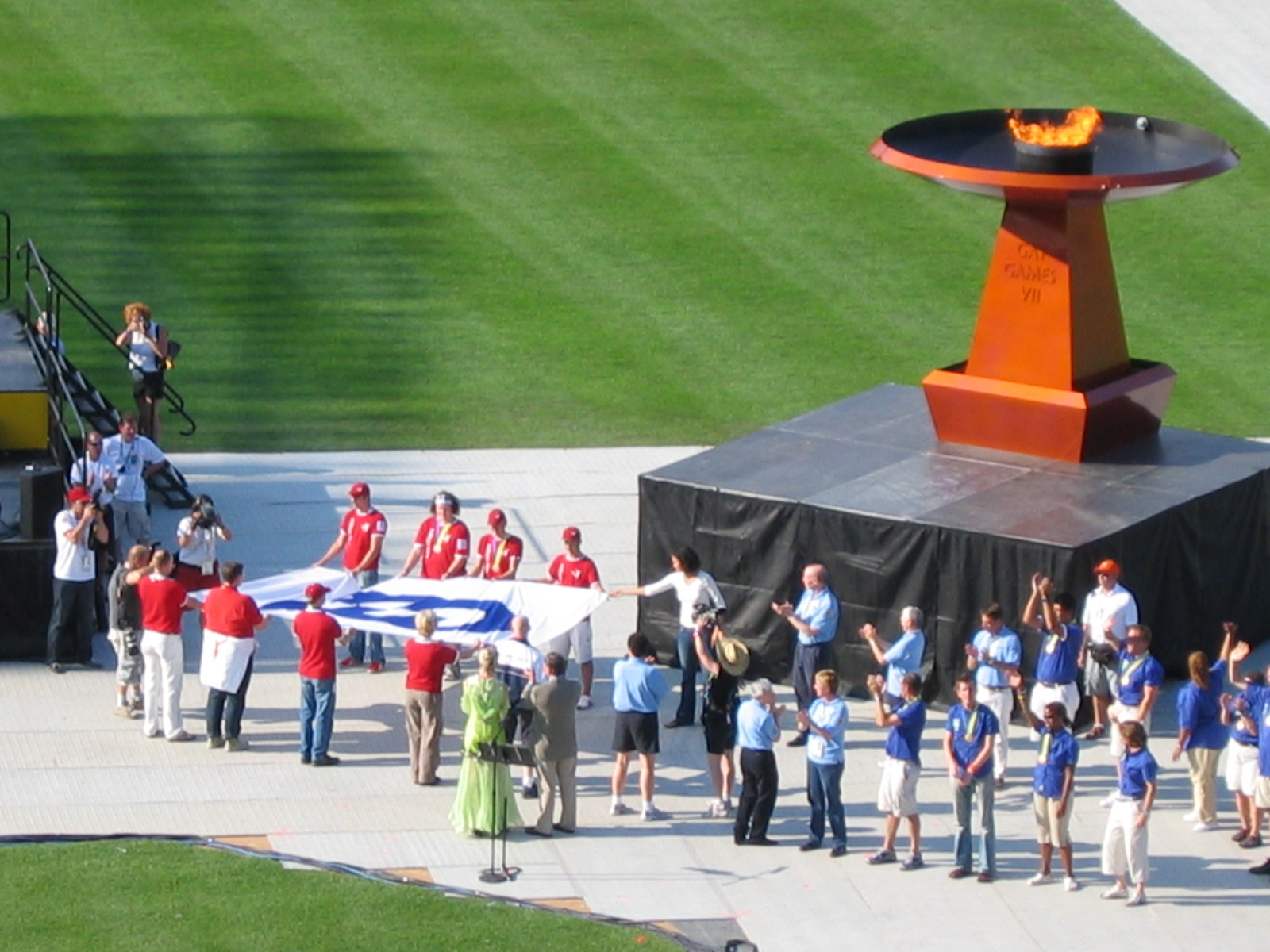
اختتامیهٔ بازی‌های همجنس‌گرایان در ۲۰۰۶ میلادی، پرچم به کلن، آلمان میزبان بازی‌ها در ۲۰۱۰ میلادی، دست‌به‌دست می‌شود

بازی‌های همجنس‌گرایان (انگلیسی: Gay Games) بزرگ‌ترین رویداد ورزشی و فرهنگی ایجادشده برای همجنس‌گرایان زن، مرد، دوجنس‌گرایان، و تراجنسیتی‌ها (دگرباشان) است. همهٔ افراد فارغ از گرایش جنسیشان می‌توانند در این مسابقات شرکت کنند و برای ورود به آن نیاز به تعیین صلاحیت و کسب سهمیه نیست. شرکت‌کنندگان از کشورهای بسیاری، شامل کشورهایی که همجنس‌گرایی در آن‌ها جرم یا تابو است، در آن حضور دارند.
نخستین دورهٔ بازی‌های همجنس‌گرایان در ۱۹۸۲ میلادی در سان فرانسیسکو با نام المپیک همجنس‌گرایان برگزار شد. چهارمین دورهٔ آن که در ۱۹۹۴ میلادی در نیویورک و به مناسبت ۲۵مین سالگرد شورش‌های استون‌وال برگزار شده بود، با ۱۰٬۸۶۴ ورزشکار، توانست از بازی‌های المپیک پیشی گیرد (مقایسه شود با المپیک تابستانی ۱۹۹۲ بارسلونا با ۹٬۳۵۶ شرکت‌کننده و المپیک تابستانی ۱۹۹۶ آتلانتا با ۱۰٬۳۱۸ شرکت‌کننده). از شباهت‌های این بازی‌ها با بازی‌های المپیک می‌توان به مشعل آن اشاره کرد که در مراسم افتتاحیه روشن می‌شود.

## شهرهای میزبان
| سال  | شماره | شهر میزبان                                  |
| ---- | ----- | ------------------------------------------- |
| ۱۹۸۲ | I     | سان فرانسیسکو، ایالات متحده آمریکا          |
| ۱۹۸۶ | II    | سان فرانسیسکو، ایالات متحده                 |
| ۱۹۹۰ | III   | ونکوور، کانادا                              |
| ۱۹۹۴ | IV    | نیویورک، ایالات متحده                       |
| ۱۹۹۸ | V     | آمستردام، هلند                              |
| ۲۰۰۲ | VI    | سیدنی، استرالیا                             |
| ۲۰۰۶ | VII   | شیکاگو، ایالات متحده                        |
| ۲۰۱۰ | VIII  | کلن، آلمان                                  |
| ۲۰۱۴ | IX    | کلیولند، اوهایو-اکران، اوهایو، ایالات متحده |
| ۲۰۱۸ | X     | پاریس، فرانسه                               |
| ۲۰۲۳ | XI    | هنگ کنگ و گوادالاخارا، مکزیک                |
| ٢٠۲۶ | XII   | والنسیا، اسپانیا                            |